# 1092 w polityce

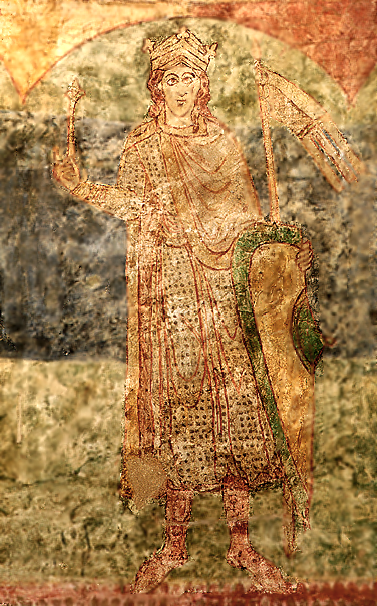
Wratysław II

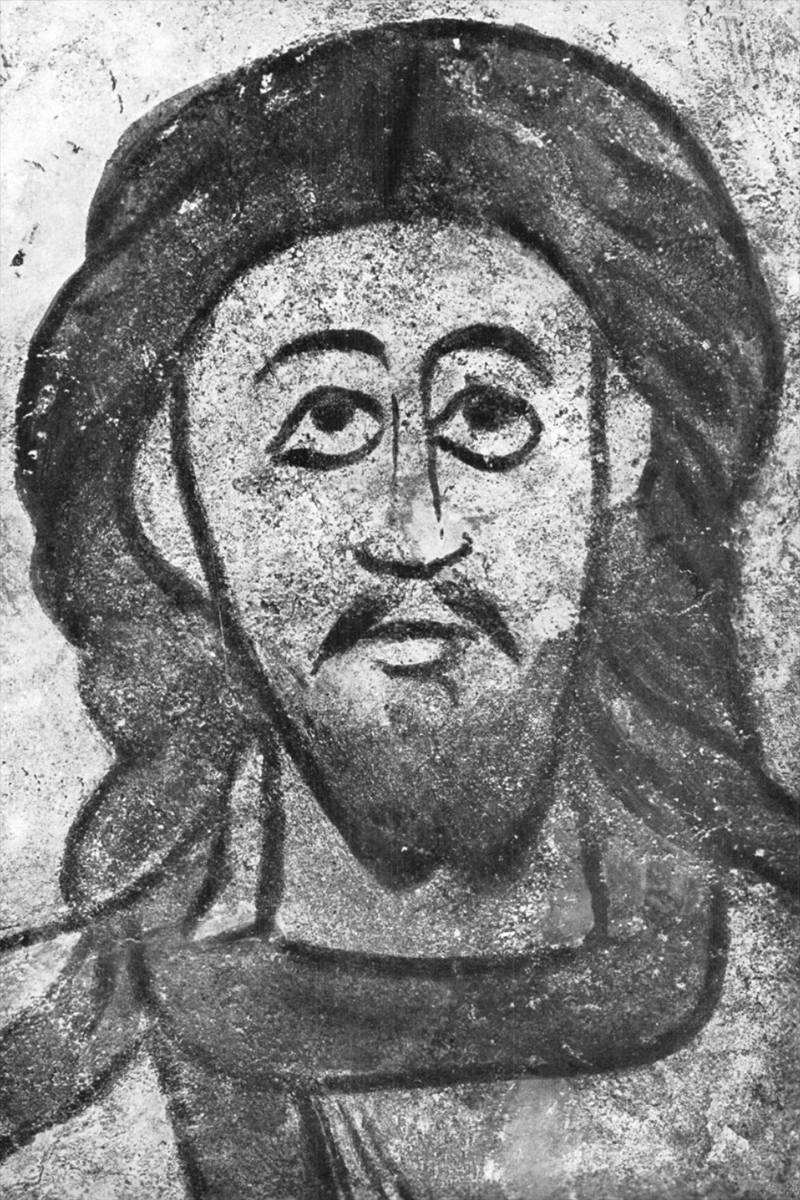
Konrad I Przemyślida

Wydarzenia polityczne w 1092 roku.

## Wydarzenia
- Rozpad państwa Turków seldżuckich[1].
- Rusini i Połowcy pustoszą pogranicze Polski[2][3].

## Zmarli
- 14 stycznia Wratysław II, książę, a potem król Czech[4].
- 6 września Konrad I Przemyślida, książę Czech[5].
- Malikszah I sułtan seldżucki[6].